# Apalacris celebensis
Apalacris celebensis är en insektsart som först beskrevs av Willemse, C. 1936.  Apalacris celebensis ingår i släktet Apalacris och familjen gräshoppor. Inga underarter finns listade i Catalogue of Life.